# براين ستيدل
بريان ستيدل (بالإنجليزية: Brian Steidle)‏ (مواليد 1976) هو قائد سابق في سلاح البحرية وخبير في العمليات العسكرية والأمنية ومؤلف عمل على نشر الصراع في دارفور في السودان . كتب ستيدل كتابًا ، The Devil Came on Horseback ،  عن تجربته ، والذي تحول إلى فيلم وثائقي تم عرضه لأول مرة في Sundance في عام 2007.
شارك ستيدل تجربته في دارفور مع رؤساء الدول في الولايات المتحدة وخارجها ، وخاطب الكونجرس الأمريكي  والأمم المتحدة ، ويعمل كمحاضر ومستشار للعديد من المنظمات غير الحكومية فيما يتعلق بجهوده الإنسانية في أفريقيا و دول أخرى.
قبل عمله في دارفور ، خدم ستيدل ، نجل ضابط رفيع في البحرية الأمريكية ، في سلاح مشاة البحرية الأمريكية من 1999 إلى 2003 كضابط مشاة ، أكمل خدمته برتبة نقيب .

## العمل في السودان
بعد خدمته ، حصل على عقد في جبال النوبة في السودان يعمل في البعثة العسكرية المشتركة ، وهو تعاون بين 12 دولة أوروبية ، الولايات المتحدة وكندا ، لمراقبة وقف إطلاق النار بين الشمال والجنوب ، والذي أصبح الآن اتفاقية سلام شاملة. بدأ كقائد لفريق مكون من أربعة أفراد يتفاوض مباشرة على المواقف المتوترة ، تقدم إلى قائد قطاع وإلى ضابط عمليات أول للبعثة العسكرية المشتركة بأكملها في غضون 7 أشهر.

## دارفور
في سبتمبر 2004 ، في سن ال 27 ، قبل ستيدل مهمة كواحد من ثلاثة مراقبين عسكريين أمريكيين للاتحاد الأفريقي في منطقة دارفور بغرب السودان.  وكان دوره مراقبة وقف إطلاق النار بين الجماعتين المتمردتين الرئيسيتين والحكومة السودانية. وشملت الأدوار الإضافية تقديم المشورة للاتحاد الأفريقي بشأن الأفراد والعمليات واللوجستيات والاستخبارات الأمريكية. شهد ستيدل قتل الآلاف من الناس ، ولكن لم يسمح له بالتدخل ، على الرغم من أنه صور ما شاهده. بعد انتهاء عقده الذي دام 13 شهرًا في السودان ، استقال بريان من منصبه وعاد إلى الولايات المتحدة.
عاد ستيدل إلى تشاد في عام 2006 لمزيد من توثيق ونشر الأحداث الجارية هناك. كتب ستيدل عن تجاربه في دارفور في كتابه "الشيطان جاء على ظهور الخيل" ، في إشارة إلى فصيل الجنجويد المسؤول عن الكثير من الإبادة الجماعية في دارفور. كما تم إنتاج فيلم وثائقي حائز على جائزة وترشح لجائزة إيمي من نفس العنوان عن قصة ستيدل. الفيلم عبارة عن إنتاج Break Thru Films بالتعاون مع Global Grassroots و Three Generations .  حصل الفيلم على تمويل خيري كبير بما في ذلك منح من تحالف إنقاذ دارفور ومهرجان صندانس السينمائي. يظهر ستيدل طوال الفيلم ، يروي ما شاهده ويقابل الناجين في دارفور.
اقتبس: “دارفور هي أكثر من عنوان رئيسي في الصحيفة أو 20 ثانية في نشرة إخبارية ليلية منسية. إنه المكان الذي تستمر فيه الإبادة الجماعية بينما يمر بقية العالم بحركة بدون قلق ولكنه لا يفعل شيئًا جوهريًا لإيقافها. هل سيستيقظ العالم؟ "

## نحن
منذ عودته من السودان ، تحدث ستيدل في أكثر من 500 مكان بما في ذلك كلية الحقوق بجامعة هارفارد ، برينستون ، جامعة كاليفورنيا ، ويست بوينت والأكاديمية البحرية الأمريكية. تم دمج كتابه في المناهج الدراسية للعديد من هذه المدارس. وقد أدلى بشهادته في الكونغرس الأمريكي وبرلمان المملكة المتحدة وفي مجلس حقوق الإنسان التابع للأمم المتحدة ، حيث قدم الخبرة بشأن السودان ورفع مستوى الوعي بانتهاكات حقوق الإنسان والفظائع. عمل كمسؤول الأمن واللوجستيات للعديد من المنظمات غير الحكومية أثناء الرحلات إلى تشاد وكينيا ورواندا ، حيث قام بتنسيق جميع جوانب تخطيط الطريق ، والتخطيط للطوارئ ، وخطط الإخلاء ، والتهديد الأمني ، والمواقف الإجرامية أو العدائية ، وتحديثات الموقف. ستيدل هو خبير أفريقي مثبت ، يقدم التوجيه والمشورة الإستراتيجية بما في ذلك جمع المعلومات الاستخبارية وعمليات المنظمات غير الحكومية وفعالية الاتحاد الأفريقي وجرائم الحرب وانتهاكات حقوق الإنسان والعمليات العسكرية السودانية للمنظمات غير الحكومية والمحكمة الجنائية الدولية ووزارة الخارجية و DOD و SOCOM و EUCOM ، أفريكوم و DHS ICE. كما أجرى تدريبًا على عمليات دعم السلام لقوات الدفاع الملاوية في عام 2009 قبل نشرها في شرق تشاد.

## هايتي
من يناير إلى مايو 2010 ، عمل ستيدل كمستشار ومتطوع في بورت أو برنس ، هايتي ، في أعقاب الزلزال المدمر. وساعد قوات الأمن الأمريكية في تنفيذ خطط حماية القوة للحكومة الأمريكية ووكالات المنظمات غير الحكومية، ووضع خطط التهرب والتخطيط لها وتنسيقها وتنفيذها وقدرة استرداد الأفراد للعديد من المنظمات غير الحكومية. أجرى جهود البحث والإنقاذ والإنعاش في فندق مونتانا ، بيتيون فيل ، هايتي. بالإضافة إلى ذلك ، قام بتنسيق النقل والأمن والدعم والتوجيه للمنظمات غير الحكومية والمتطوعين. باستخدام خبرته العسكرية ورغبته في مساعدة من هم أقل حظًا ، نصح وزارة العدل الهايتية ورئيس الشرطة وقادة SWAT خلال تحقيقات الاتجار بالبشر. بالإضافة إلى ذلك ، ساعد في تركيب محطات الإضاءة والشحن بالطاقة الشمسية في بورت أو برنس ، هايتي ؛ إنشاء فلاتر مياه الرمال البطيئة وتزويدها بالمجتمعات ؛ اختبر المجال الميداني صندوق المياه Seldon Technology وتوفير نظرة ثاقبة على التحسينات الممكنة ؛ توفير مياه الشرب النظيفة لمئات العائلات من خلال استخدام صندوق المياه ؛ وأجرت تحليلاً مبدئيًا لمرفق إعادة تدوير البلاستيك في PaP للمستثمرين المحتملين.
يواصل براين تقديم المشورة للمنظمات غير الحكومية والمنظمات الحكومية بشأن الشؤون الإنسانية ، وعملية دعم السلام ، والسياسات ، والأمن ، والتحقيقات ، وجمع المعلومات الاستخبارية ، والعمليات المحلية والأجنبية.

## روابط خارجية
- براين ستيدل على موقع IMDb (الإنجليزية)
- براين ستيدل على موقع قاعدة بيانات الفيلم (الإنجليزية)

- مقالة MTV نسخة محفوظة 24 أغسطس 2007 على موقع واي باك مشين.
- مقابلة مع براين ستيدل داني بيري
- مقابلة مع صحيفة واشنطن بوست